# Seznam druhů rodu bojovnice
Bojovnice (Betta) je rod  paprskoploutvých ryb z čeledi guramovití. Je známo 69 vědecky popsaných platných druhů, které jsou podle vzájemné podobnosti dále rozděleny do 12 druhových skupin.
| Vědecké jméno       | Autor               | Rok  | České jméno             | Druhová skupina | Péče o potomstvo | Typová lokalita     | IUCN |
| ------------------- | ------------------- | ---- | ----------------------- | --------------- | ---------------- | ------------------- | ---- |
| Betta akarensis     | Regan               | 1910 | bojovnice akarská       | akarensis       | tlamovec         | Borneo              | NE   |
| Betta albimarginata | Kottelat & Ng       | 1994 | bojovnice bělolemá      | albimarginata   | tlamovec         | Borneo              | NE   |
| Betta anabatoides   | Bleeker             | 1851 | bojovnice lezounovitá   | anabatoides     | tlamovec         | Borneo              | NE   |
| Betta antoni        | Tan & Ng            | 2006 | bojovnice Antonova      | akarensis       | tlamovec         | Borneo              | NE   |
| Betta apollon       | Schindler & Schmidt | 2006 | bojovnice Apollónova    | pugnax          | tlamovec         | Thajsko             | NE   |
| Betta aurigans      | Tan & Lim           | 2004 | bojovnice zlatavá       | akarensis       | tlamovec         | Natuna              | NE   |
| Betta balunga       | Herre               | 1940 | bojovnice balunžská     | akarensis       | tlamovec         | Borneo              | NE   |
| Betta bellica       | Sauvage             | 1884 | bojovnice bojovná       | bellica         | pěnové hnízdo    | Malajský poloostrov | LC   |
| Betta breviobesus   | Tan & Kottelat      | 1998 | bojovnice zavalitá      | pugnax          | tlamovec         | Borneo              | NE   |
| Betta brownorum     | Witte & Schmidt     | 1992 | bojovnice Brownových    | coccina         |                  |                     |      |
| Betta burdigala     | Kottelat & Ng       | 1994 | bojovnice červenohlavá  | coccina         |                  |                     |      |
| Betta channoides    | Kottelat & Ng       | 1994 | bojovnice hadohlavá     | albimarginata   |                  |                     |      |
| Betta chini         | Ng                  | 1993 | bojovnice Chinova       | akarensis       |                  |                     |      |
| Betta chloropharynx | Kottelat & Ng       | 1994 | bojovnice zelenohrdlá   | waseri          |                  |                     |      |
| Betta coccina       | Vierke              | 1979 | bojovnice bázlivá       | coccina         |                  |                     |      |
| Betta compuncta     | Tan & Ng            | 2006 | bojovnice tetovaná      | unimaculata     |                  |                     |      |
| Betta cracens       | Tan & Ng            | 2005 | bojovnice hnědá         | pugnax          |                  |                     |      |
| Betta dimidiata     | Roberts             | 1989 | bojovnice vláknoploutvá | dimidiata       |                  |                     |      |
| Betta edithae       | Vierke              | 1984 | bojovnice Editina       | edithae         |                  |                     |      |
| Betta enisae        | Kottelat            | 1995 | bojovnice Enisina       | pugnax          |                  |                     |      |
| Betta falx          | Tan & Kottelat      | 1998 | bojovnice srpoploutvá   | picta           |                  |                     |      |
| Betta ferox         | Schindler & Schmidt | 2006 | bojovnice divoká        | pugnax          |                  |                     |      |
| Betta foerschi      | Vierke              | 1979 | bojovnice Foerschova    | foerschi        |                  |                     |      |
| Betta fusca         | Regan               | 1910 | bojovnice tmavá         | pugnax          |                  |                     |      |
| Betta gladiator     | Tan & Ng            | 2005 | bojovnice gladiátorská  | unimaculata     |                  |                     |      |
| Betta hipposideros  | Ng & Kottelat       | 1994 | bojovnice podkovovitá   | waseri          |                  |                     |      |
| Betta ibanorum      | Tan & Ng            | 2004 | bojovnice ibanská       | akarensis       |                  |                     |      |
| Betta ideii         | Tan & Ng            | 2006 | bojovnice Ideova        | unimaculata     |                  |                     |      |
| Betta imbellis      | Ladiges             | 1975 | bojovnice nebojovná     | splendens       |                  |                     |      |
| Betta krataios      | Tan & Ng            | 2006 | bojovnice statná        | dimidiata       |                  |                     |      |
| Betta kuehnei       | Schindler & Schmidt | 2008 | bojovnice Kühneova      | pugnax          |                  |                     |      |
| Betta lehi          | Tan & Ng            | 2005 | bojovnice Lehova        | pugnax          |                  |                     |      |
| Betta livida        | Ng & Kottelat       | 1992 | bojovnice zelenooká     | coccina         |                  |                     |      |
| Betta macrostoma    | Regan               | 1910 | bojovnice velkotlamá    | unimaculata     |                  |                     |      |
| Betta mandor        | Tan & Ng            | 2006 | bojovnice mandorská     | foerschi        |                  |                     |      |
| Betta midas         | Tan                 | 2009 | bojovnice zlatošupinná  | anabatoides     |                  |                     |      |
| Betta miniopinna    | Tan & Tan           | 1994 | bojovnice maloploutvá   | coccina         |                  |                     |      |
| Betta obscura       | Tan & Ng            | 2005 | bojovnice nenápadná     | akarensis       |                  |                     |      |
| Betta ocellata      | de Beaufort         | 1933 | bojovnice očkatá        | unimaculata     |                  |                     |      |
| Betta pallida       | Schindler & Schmidt | 2004 | bojovnice bledá         | pugnax          |                  |                     |      |
| Betta pallifina     | Tan & Ng            | 2005 | bojovnice světloploutvá | unimaculata     |                  |                     |      |
| Betta pardalotos    | Tan                 | 2009 | bojovnice skvrnohrdlá   | waseri          |                  |                     |      |
| Betta patoti        | Weber & de Beaufort | 1922 | bojovnice Patotova      | unimaculata     |                  |                     |      |
| Betta persephone    | Schaller            | 1986 | bojovnice temná         | coccina         |                  |                     |      |
| Betta pi            | Tan                 | 1998 | bojovnice Pí            | waseri          |                  |                     |      |
| Betta picta         | Valenciennes        | 1846 | bojovnice jávská        | picta           |                  |                     |      |
| Betta pinguis       | Tan & Kottelat      | 1998 | bojovnice vysokotělá    | akarensis       |                  |                     |      |
| Betta prima         | Kottelat            | 1994 | bojovnice vietnamská    | pugnax          |                  |                     |      |
| Betta pugnax        | Cantor              | 1849 | bojovnice tlamovcová    | pugnax          |                  |                     |      |
| Betta pulchra       | Tan & Tan           | 1996 | bojovnice lesklá        | pugnax          |                  |                     |      |
| Betta raja          | Tan & Ng            | 2005 | bojovnice královská     | pugnax          |                  |                     |      |
| Betta renata        | Tan                 | 1998 | bojovnice černohrdlá    | waseri          |                  |                     |      |
| Betta rubra         | Perugia             | 1893 | bojovnice rudá          | foerschi        |                  |                     |      |
| Betta rutilans      | Witte & Kottelat    | 1991 | bojovnice červená       | coccina         |                  |                     |      |
| Betta schalleri     | Kottelat & Ng       | 1994 | bojovnice Schallerova   | pugnax          |                  |                     |      |
| Betta simorum       | Tan & Ng            | 1996 | bojovnice Simových      | bellica         |                  |                     |      |
| Betta simplex       | Kottelat            | 1994 | bojovnice prostá        | picta           |                  |                     |      |
| Betta smaragdina    | Ladiges             | 1972 | bojovnice smaragdová    | splendens       |                  |                     |      |
| Betta spilotogena   | Ng & Kottelat       | 1994 | bojovnice tečkolící     | waseri          |                  |                     |      |
| Betta splendens     | Regan               | 1910 | bojovnice pestrá        | splendens       |                  |                     |      |
| Betta stigmosa      | Tan & Ng            | 2005 | bojovnice značkovaná    | pugnax          |                  |                     |      |
| Betta stiktos       | Tan & Ng            | 2005 | bojovnice kropenatá     | splendens       |                  |                     |      |
| Betta strohi        | Schaller & Kottelat | 1989 | bojovnice Strohova      | foerschi        |                  |                     |      |
| Betta taeniata      | Regan               | 1910 | bojovnice páskovaná     | picta           |                  |                     |      |
| Betta tomi          | Ng & Kottelat       | 1994 | bojovnice Tomova        | waseri          |                  |                     |      |
| Betta tussyae       | Schaller            | 1985 | bojovnice Tussyové      | coccina         |                  |                     |      |
| Betta uberis        | Tan & Ng            | 2006 | bojovnice tengažská     | coccina         |                  |                     |      |
| Betta unimaculata   | Popta               | 1905 | bojovnice jednoskvrnná  | unimaculata     |                  |                     |      |
| Betta waseri        | Krummenacher        | 1986 | bojovnice Waserova      | waseri          |                  |                     | NE   |